# 羅淑佩
羅淑佩，JP（1967年12月12日—），香港特別行政區主要官員之一，現任文化體育及旅遊局局長，曾任房屋局常任秘書長兼房屋署署長、運輸署署長。

## 早年經歷
羅淑佩曾就讀保祿六世書院，1989年取得香港中文大學聯合書院政治與行政學系社會科學學士學位，同年7月加入港英政府，曾先後出任勞工主任、貿易主任。當年負責招聘工作的助理貿易署署長的葉劉淑儀表示，當年羅思維靈活、聰穎，遂決定聘用她為貿易主任。
嗰時覺得呢個女仔諗嘢幾靈活、幾醒目呀。
（那時候覺得這個女生想法很靈活，很聰明呢。）——行政會議召集人葉劉淑儀議員，2024年12月6日

## 政務官生涯

### 早年經歷
羅淑佩在1990年7月轉職政務職系，曾在銓敍科、政務總署、憲制事務科（後改稱政制事務局）及政務司司長辦公室等決策局及部門服務。1998年2月，在政制事務局任助理局長的羅淑佩先後陪同財政司司長曾蔭權和政制事務局局長孫明揚訪問北京，與中央高層官員會面。同年5月，香港特區政府和廣東省人民政府召開回歸後首次邊界聯絡工作會議，磋商有關跨界聯絡和合作的安排及過境交通管理等安排。已升任首席助理局長的羅作爲港方代表團成員，與政制事務局局長孫明揚、入境事務處處長葉劉淑儀等一同參與了會議。翌年1月，已調職至政務司司長辦公室轄下行政署任助理行政署長的羅，陪同律政司司長梁愛詩參與簽署《關於內地與香港法院相互送達民商事司法文書的安排》備忘錄的儀式。　
及後，羅淑佩調任工業貿易署助理署長，參與2005年12月在香港舉行的世界貿易組織第六次部長級會議，並在新聞簡報會中向傳媒簡介中國香港代表團的立場。 香港代表團在會上推動削減關稅，讓所有世貿組織成員，尤其是最不發達國家受惠。2007年3月，羅淑佩出任環境運輸及工務局首席助理秘書長（運輸）。2007年7月1日，特區第三屆政府上臺，環境運輸及工務局改組爲運輸及房屋局。羅繼續擔任分管運輸的首席助理秘書長至2009年8月。
2010年8月，羅淑佩調任旅遊事務副專員，先後擔任容偉雄和朱曼鈴的副手。期間，她曾多次署任專員一職，並處理了夢想假期結業事件。

### 政制及內地事務
2016年9月，羅出任政制及內地事務局副秘書長，隨即參與2016年選舉委員會界別分組選舉的籌備工作。2017年香港特區行政長官選舉完成後，選舉事務處發現存放在選舉後備場地亞洲國際博覽館的兩部手提電腦不翼而飛，電腦内存放了三百七十八萬地方選區選民的姓名、身份證號碼、地址等個人資料。羅被任命爲「選舉事務處電腦失竊事件專責小組」組長，詳細分析了選舉事務處在處理個人資料、資訊科技保安、整體的場地保安程序，以及內部監督架構和程序等的各項範疇的不足之處，並提出了多項改善建議。羅在翌年4月晉升為首長級乙一級政務官。

### 運輸事務
2020年9月9日，羅淑佩接替在8月已升任運輸及房屋局常任秘書長（運輸）的陳美寶出任運輸署署長。任内，她見證了屯門至赤鱲角北面連接路、屯馬線全線及東鐵線過海段等大型交通基礎設施的啓用。在2019新型冠狀病毒病疫情期間，運輸署繼續向市民提供牌照服務。她在2022年4月晉升為首長級甲級政務官，後在同年7月感染2019冠状病毒病。其後，羅主持處理了三隧分流及隧道不停車繳費「易通行」。

### 房屋事務
2023年8月15日，羅淑佩接任退休的王天予擔任新一任房屋局常任秘書長兼房屋署署長。任内，羅積極打擊公屋濫用情況，在兩年間收回約5,000個單位，成效顯著。

## 文化體育及旅遊局局長
2024年12月5日，香港行政長官李家超宣佈中華人民共和國國務院依照《香港基本法》有關規定，根據他的提名和建議，任命羅淑佩為文化體育及旅遊局局長，接替離任的楊潤雄。同時，陳美寶亦接替林世雄出任運輸及物流局局長。李家超指出，他賞識兩位新任局長的領導能力、解說能力和主動性。被問到她沒有文體旅遊的經驗，可以如何勝任工作，羅淑佩表示自己一直是政務主任，每幾年都會更換崗位，很多時候會接觸一些全新的範疇，「但是我們都是會最快去熟習，最快去上手，然後最快發揮功用」。

## 軼事
羅淑佩曾在電台節目中透露自己是香港男子音樂組合「MIRROR」成員陳卓賢的歌迷
，並以其官方粉絲外號「Hellosss」來自稱，網民也為她冠上「Ian嫂」這一花名。而她亦曾於2023年9月及10月的周末公餘時間、2024年1月1日、2024年11月23日到香港國際機場、沙田馬場及亞洲國際博覽館參與陳卓賢出席的公開宣傳活動及2023年度叱咤樂壇流行榜頒獎典禮以及903 AllStar籃球賽。 2024年，她亦出席同樣是MIRROR組合成員江𤒹生首個個人演唱會。
羅淑佩在2007年開始接觸潛水運動，考獲水肺潛水員、拯溺潛水員等資格，並曾在西貢白腊灣進行第一次潛水。
羅淑佩亦是卡通人物《多啦A夢》的忠實擁躉，曾經擁有一整套「叮噹」漫畫。她的手機殼亦是多啦A夢。
此外，她亦是一個曼聯球迷，曾經向傳媒表示自己是一位超過40年的忠粉。

## 榮譽

### 殊勳
- 官守太平紳士（J.P.）（2011年7月1日－）[36]